# Cèfids
Els cèfids (Cephidae) són una petita família d'himenòpters del subordre dels símfits (Symphyta) que conté unes 160 espècies en 21 gèneres. Són l'única família actual de la superfamília dels cefoïdeus (Cephoidea).
La majoria d'espècies es troben a l'Hemisferi Nord, especialment a Euràsia. Les larves fan galeries a diverses plantes, especialment poàcies, però de vegades en altres plantes, arbusts o arbres. Unes poques són plagues dels cereals, com Cephus cinctus, que ataca els grans de blat.